# Cairo (Missouri)
Pour les articles homonymes, voir Cairo.
Cairo, initialement baptisé Fairview, est un village situé au nord de la partie centrale du comté de Randolph, dans le Missouri, aux États-Unis,. Il est fondé en 1858, sous son nom actuel, et incorporé en 1886.

## Démographie
Lors du recensement de 2010, le village comptait une population de 292 habitants. Elle est estimée, en 2016, à 289 habitants.

### Source de la traduction
- (en) Cet article est partiellement ou en totalité issu de l’article de Wikipédia en anglais intitulé « Cairo, Missouri » (voir la liste des auteurs).